# Nastro d'argento a la millor actriu debutant
El Nastro d'argento a la millor actriu debutant (Cinta de plata) és un premi cinematogràfic concedit anyalment pel Sindicat Nacional de Periodistes Cinematogràfics Italians (Sindacato Nazionale dei Giornalisti Cinematografici Italiani) l'associació italiana de crítics de cinema. Es va atorgar per primera vegada el 1972 i va ser un premi recurrent a finals dels anys setanta i vuitanta. Igual que el seu equivalent masculí, ja no es va atorgar després del 1986, tot i que la seva funció va ser assumida una mica pel premi Guglielmo Biraghi.

## Guanyadors
Els guanyadors estan indicats en negreta, seguits dels altres candidats.

### Anys setanta
- 1972: Rosanna Fratello - Sacco e Vanzetti
- 1974: Lina Polito - Film d'amore e d'anarchia - Ovvero "Stamattina alle 10 in via dei Fiori nella nota casa di tolleranza..."
- 1975: Claudia Marsani - Gruppo di famiglia in un interno
  - Loredana Savelli - La circostanza

### Anys vuitanta
- 1980: Isabella Rossellini - Il prato
- 1981: Elena Fabrizi - Bianco, rosso e Verdone ex aequo Carla Fracci - La storia vera della signora delle camelie
  - Cristina Donadio - Razza selvaggia
- 1982: Marina Suma - Le occasioni di Rosa
- 1984: Lidia Broccolino - Una gita scolastica
  - Alessandra Mussolini - Il tassinaro
  - Pietra Montecorvino - "FF.SS." - Cioè: "...che mi hai portato a fare sopra a Posillipo se non mi vuoi più bene?"
- 1985: Giulia Boschi - Pianoforte
- 1986: Enrica Maria Scrivano - Interno berlinese
  - Vanessa Gravina - Colpo di fulmine